# クァシン
クァシン(Quassin)は、ニガキ科カシア属の木から抽出される、白くて苦味のある結晶性の物質である。天然に存在する最も苦い物質の1つであり、苦さの閾値は0.08ppmとキニーネの50倍である。
中国医学では、医薬品として用いられる。
Quassia amaraやPicrasma excelsaの抽出物は、ソフトドリンクの添加物にも用いられる。
骨格は20個の炭素原子を持つが、クァシンはジテルペンではなく、オイホールがC4を含む10個の炭素原子を失ったトリテルペンラクトンである。